# Bolesław Pochopień
Bolesław Czesław Pochopień (ur. 6 września 1946 w Zabrzu) – polski informatyk, profesor nauk technicznych, rektor Politechniki Śląskiej w latach 1996–2002.

## Życiorys
Studiował na Wydziale Automatyki Politechniki Śląskiej. W 1970 ukończył studia w zakresie cybernetyki. W 1974 uzyskał stopień naukowy doktora, w 1988 został doktorem habilitowanym. Zawodowo związany z Politechniką Śląską. W latach 1990–1996 był prorektorem ds. dydaktyki, następnie przez dwie kadencje do 2002 zajmował stanowisko rektora tej uczelni. 14 czerwca 2005 otrzymał tytuł naukowy profesora nauk technicznych. Specjalizuje się w systemach cyfrowych, teorii i technice układów przełączających.
W latach 1994–1998 był przewodniczącym rady miejskiej w Zabrzu. W wyborach parlamentarnych w 2001 bez powodzenia kandydował do Senatu z ramienia Bloku Senat 2001 (z poparciem Ruchu Społecznego AWS). W październiku 2015 został członkiem Narodowej Rady Rozwoju powołanej przez prezydenta Andrzeja Dudę. Został również przewodniczącym Akademickiego Klubu Obywatelskiego im. Prezydenta Lecha Kaczyńskiego w Katowicach.
Wszedł w skład komitetu wspierającego kandydaturę Karola Nawrockiego na prezydenta RP w wyborach w 2025.

## Odznaczenia
Odznaczony Krzyżem Kawalerskim (1999) i Oficerskim (2022) Orderu Odrodzenia Polski.